# Neottiosporina phragmiticola
Neottiosporina phragmiticola är en svampart som först beskrevs av Clifford George Hansford, och fick sitt nu gällande namn av B. Sutton & Alcorn 1974. Neottiosporina phragmiticola ingår i släktet Neottiosporina, divisionen sporsäcksvampar och riket svampar.   Inga underarter finns listade i Catalogue of Life.